# Edmund Dalbor
Edmund Dalbor (30 tháng 10 năm 1869 - 13 tháng 2 năm 1926) là một Hồng y của Giáo hội Công giáo người Ba Lan. Ông từng là Tổng giám mục của Gniezno và Poznań. Edmund Dalbor được nâng lên tước vị hồng y năm 1919.

## Cuộc đời
Edmund Dalbor sinh ra ở Ostrów Wielkopolski. Ông được học tại Trường Nam giới ở Ostrow, Đại học Münster, và chủng viện của Gniezno và Poznań trước khi đến Rome vào năm 1892 để học tiếp.
Trong khi ở Rome, Dalbor được thụ phong linh mục bởi Hồng y Lucido Parocchi vào ngày 25 Tháng 2 năm 1893. Ông có bằng tiến sĩ luật từ Đại học Giáo hoàng Gregorian khi tốt nghiệp vào 06 tháng 7 năm 1894. Sau khi phục vụ như là tổng đại diện tại archcathedral và giám đốc của Chancery, Dalbor đi đến Gniezno, nơi ông để đảm nhận vai trò giáo sư tại trường dòng. Edmund Dalbor đã trở thành giáo sư về giáo luật và thần học vào năm 1901. Ông là linh mục tuyên úy của các Nữ tu Bác ái Thánh Elizabeth. Ông được nâng lên làm tổng đại diện của Poznań vào năm 1909 và nhận tước Đức ông của Quốc vụ khanh vào ngày 23 tháng 11 năm 1914.
Vào ngày 30 tháng 6 năm 1915, linh mục Edmund Dalbor được bổ nhiệm làm Tổng Giám mục Gniezno và Poznań bởi Giáo Hoàng Benedict XV. Ông được Hồng y Felix von Hartmann tấn phong giám mục vào ngày 21 tháng 9, với các Giám mục phụ phong là Adolf Bertram và Wilhelm Kloske.
Trong tư cách là Tổng Giám mục, ông cũng là người lãnh đạo tinh thần của Giáo hội ở Ba Lan.
Giáo hoàng Benedict XV đã phong ông là Hồng y tại hội nghị công giáo vào ngày 15 tháng 12 năm 1919. Dalbor sau đó đã tham trong mật nghị hồng y năm 1922 để bầu Giáo hoàng Piô XI.
Hồng y Edmund Dalbor qua đời ở Poznań, ở tuổi 56. Ông được chôn cất tại nhà thờ lớn Gniezno.